# 日の出 (潮来市)
日の出（ひので）は、茨城県潮来市の町名。現行行政地名は日の出一丁目から日の出八丁目。郵便番号311-2423。

## 地理
茨城県潮来市の東部に位置する。北で大洲、北東で延方、東で福島、南から西にかけて潮来、北西で辻と隣接する。かつての内浪逆浦（うちなさかうら）を干拓したのちに区画整理事業により成立した。鹿島臨海工業地帯に県道水戸神栖線でつながり、東関東自動車道の潮来ICに近い。

## 歴史
かつて日の出は内浪逆浦と呼ばれる、外浪逆浦とつながる比較的浅い湖の一部であった。
利根川と霞ヶ浦の合流する位置にあたるこの一帯は、土砂の堆積によって砂州が形成され、十六島などと同様に近世初期より新田開発が行われてきた。内浪逆浦の周辺は、大洲、徳島、二重谷の新田が形成された。二重谷（現在の十番、十四番）は幕府領であったが潮来村に開発と耕作の権利が与えられた土地であった。宝暦2年（1752年）には、「二重谷村掟」として、村民の共有地として耕作権を平等に分け与える趣旨の定めが決められている。
明治時代に入っても、一帯の低湿地は水害に悩まされ続け、収穫できる年は3年に1度とも言われた。
1891年（明治24年）に2代目潮来町長になった窪谷作太郎は築堤工事を計画したが、茨城県は認可を不承認とした。しかし、窪谷は町会の議決、地元農民の協力を得て前川・北利根川・浪逆浦・鰐川に堤防を築堤していった。その中で、浪逆浦の内と外の境界の狭くなっている部分を横断する堤防を築かないことには、洪水時の逆流を阻止できなかった。茨城県はここに堤防を築くことは他地域への影響が大きいとして計画を却下していたが、窪谷町長を始めとした農民によって築堤工事が強行され、阻止しようとする官憲と闘いながら工事が行われた。明治26年（1893年）に堤防が築かれ、この結果、浪逆浦は内浪逆浦と外浪逆浦に分けられた。この堤防は明治32年に県堤防に編入されている。
内浪逆浦は、コイ、フナ、ウナギなどの魚類が採れ、藻や泥土は肥料に使われるなど、豊富な天然資源をもたらしていた。

### 沿革
- 明治34年（1901年）茨城県が浪逆浦を含めた霞ヶ浦・北浦などに河川法を準用する旨を発布。
- 大正年間　大日本土地開墾株式会社による開墾や大日本養魚株式会社による養魚事業計画が上がったが地元が反対したことにより中止。
- 昭和9年（1934年）～10年（1935年）　前川拡張工事とともに内浪逆浦の干拓が県から認可。地元の反対で中止。
- 昭和14年（1939年）　窪谷和町長が食糧増産のために内浪逆浦の干拓を計画し、工事を株木組と契約。
- 昭和16年（1941年）　農地開発営団が設立され内浪逆浦干拓の事業主体となる。
- 昭和17年（1942年）　東京より23戸の開拓団が入植。干拓地の入植者については地元から募ったものの戦争中の労働力不足のため集まらないことから、東京から入植者を受け入れた。
- 昭和22年（1947年）　農林省の直轄となる。
- 昭和25年（1950年）　干拓工事完成。
- 昭和27年（1952年）　東京へ引き上げる入植者があり13戸となる。
- 昭和43年（1968年）　「潮来町振興計画」で浪逆地区が中規模ニュータウンとして位置づけ。
- 昭和44年（1969年）　住友金属工業鹿島製鉄所熱間圧延工場操業。
- 昭和45年（1970年）　潮来町浪逆土地区画整理組合設立。ポンプ浚渫、排砂管による土砂吹上開始。
- 昭和49年（1974年）4月　水郷有料道路開通。
- 昭和49年（1974年）　196haの造成工事完成。日の出1丁目から8丁目まで割り振られる。
- 昭和50年（1975年）　日の出4丁目に橋本登美三郎により慈母観音が祀られた水雲山潮音寺が建立される（一時期ロッキード観音とも呼ばれる）。
- 昭和52年（1977年）　日の出3丁目に潮来町中央公民館が開館。8丁目に潮来浄化センター完成。
- 昭和53年（1978年）　潮来町浪逆土地区画整理組合、浪逆土地改良区解散。区画整理事業費55億円。
- 昭和62年（1987年）　日の出地区の東部に東関東自動車道が開通。
- 平成23年（2011年）3月11日　東北地方太平洋沖地震により液状化現象が発生した[3]。

## 世帯数と人口
2017年（平成29年）8月1日現在の世帯数と人口は以下の通りである。
| 丁目         | 世帯数    | 人口    |
| ------------ | --------- | ------- |
| 日の出１丁目 | 576世帯   | 1,237人 |
| 日の出２丁目 | 510世帯   | 1,224人 |
| 日の出３丁目 | 116世帯   | 288人   |
| 日の出４丁目 | 116世帯   | 263人   |
| 日の出５丁目 | 430世帯   | 1,084人 |
| 日の出６丁目 | 308世帯   | 661人   |
| 日の出７丁目 | 318世帯   | 708人   |
| 日の出８丁目 | 348世帯   | 760人   |
| 計           | 2,722世帯 | 6,225人 |

## 施設
教育
- 潮来市立日の出中学校
- 潮来市立日の出小学校
- 慈母幼稚園

寺社
- 鹿島神社
- 慈母観音